# Mobileye
Mobileye es una empresa israelí que desarrolla sistemas avanzados de asistencia al conductor (ADAS). Mobileye también participa activamente en el desarrollo del automóvil autónomo. La sede central de la compañía está situada en Jerusalén, en Israel. La empresa fue fundada en 1999.

## Historia
La empresa fue creada en 1999 por Amnon Shashua y Ziv Aviram, esta empresa israelí está especializada en la visión artificial aplicada al automóvil y en el desarrollo de sistemas avanzados de asistencia a la conducción (ADAS), la compañía trabaja con varios fabricantes de automóviles.
En 2006, la empresa abrió su división de posventa. Los productos del mercado de accesorios se venden a una red internacional de distribuidores. 
En 2011, Mobileye y STMicroelectronics anunciaron que las dos empresas habían firmado un acuerdo de asociación en 2005.[cita requerida]
El 11 de marzo de 2015, la empresa de sistemas de asistencia al conductor Valeo firmó una asociación tecnológica con Mobileye sobre seguridad activa y vehículos autónomos.
En junio de 2015, Mobileye tenía $ 11 mil millones en capitalización de mercado. En ese mismo año, la empresa inglesa Amey, especializada en la recogida de residuos domésticos, decidió equipar 200 camiones volquete con tecnología Mobileye.
En enero de 2016, durante el CES celebrado en Las Vegas, Mobileye y el Grupo Volkswagen firmaron una asociación estratégica sobre tecnologías de procesamiento de imágenes en tiempo real, luego, en febrero de 2016, se firmó otro acuerdo con Nissan-Renault.
En marzo de 2017, Intel compró la compañía por $ 15.000 millones de dólares USA. Mobileye puede compartir información relacionada con la conducción autónoma, gracias a acuerdos firmados con empresas como Volkswagen, BMW o Nissan.
Mobileye desarrolla tecnología avanzada de detección y procesamiento de imágenes para la industria automotriz. La compañía diseña y desarrolla sistemas avanzados de asistencia a la conducción basados en la visión que advierten al conductor para evitar las colisiones.
Toyota ha llegado a acuerdos con Intel Mobileye y con el proveedor alemán de la industria automotriz ZF Friedrichshafen para sus sistemas de asistencia al conductor. El fabricante de automóviles anunció el martes 18 de mayo de 2021 que elegiría a estos socios para desarrollar sistemas avanzados de asistencia a la conducción (ADAS) destinados a equipar varias de sus futuras plataformas de vehículos.